# 陈可钧
陈可钧（1888年—1911年4月27日），字希吾，一字少若，福建省福州府侯官縣（今福建省福州市）人，黄花岗七十二烈士之一。

## 生平
陈可钧与黄花岗七十二烈士的陈与燊、陈更新为小学同学。陈可钧肄业于陕西大学堂。光绪三十一年（1905年），陈可钧留学日本就读弘文学院普通科。二年后毕业，陈可钧改入日本正则英语学校，学习泰西文学及德语。宣统二年(1910年)，赴德国留学未成。
1911年春，陈可钧听说广州有起义，便离开东京前往香港并进入广州。4月27日，死于黄花岗起义。
福州市鼓楼区西峰支巷7号曾经是陈可钧的家族祠堂，也是目前福州保留的唯一与陈可钧有关联的地方。